# Mine de Zassyadko
 (mars 2025).
La mine de Zassyadko est une mine souterraine de charbon située dans l'oblast de Donetsk en Ukraine. Un incident dans la mine le 18 novembre 2007 a tué 101 mineurs. Elle est possédée par Ioukhym Zviahilsky.
La mine a été mise en exploitation en 1958.